# ديوان تحتاني
ديوان تحتاني (بالكردية: Dêwê Jêrin أو Dêwê Hoko‏) هي قرية سوريّة تتبع إداريّاً لمحافظة حلب منطقة عفرين ناحية جنديرس، وبلغ تعداد سكانها 400 نسمة حسب قيود السجل المدني لنهاية عام 2005.